# Vorslunde Sogn
Vorslunde Sogn er et sogn i Grene Provsti (Ribe Stift).
I 1954 blev Vorslunde Kirke indviet, og Vorslunde blev et kirkedistrikt i Give Sogn. Da kirkedistrikterne blev nedlagt 1. oktober 2010, blev Vorslunde Kirkedistrikt udskilt som sogn fra Give Sogn. Det havde hørt til Nørvang Herred i Vejle Amt. Give sognekommune var ved kommunalreformen i 1970 blevet kernen i Give Kommune, som ved strukturreformen i 2007 blev indlemmet i Vejle Kommune.
Stednavne, se Give Sogn.